# Lucilia azurea
Lucilia azurea är en tvåvingeart som först beskrevs av Johann Wilhelm Meigen 1838.  Lucilia azurea ingår i släktet Lucilia och familjen spyflugor.
Artens utbredningsområde är Frankrike. Inga underarter finns listade i Catalogue of Life.